# 谷山湖
谷山湖是一个位于中国江西省九江市的淡水湖，面积约为2.4平方千米，属于长江区。它的一级流域为长江流域，二级流域为长江干流水系。